# All-stars
All-stars designa vulgarmente uma equipa constituída pelos melhores jogadores de um determinado conjunto de equipas, selecionados por amigos ou peritos na matéria. Em geral, os jogos em que participam estas equipas são de caráter amistoso, muitas vezes para angariar fundos. As equipas all-stars podem jogar contra outras equipas all-stars ou contra um determinado clube ou seleção. Exemplos: Jogos All-stars da NBA, Jogos de Futebol da Fundação Luís Figo e Jogos de Futebol de Praia Brasil X Resto do Mundo ou Brasil X Europa.